# Federigo Sclopis
Federigo Paolo Sclopis, devenu après son anoblissement Federigo Paolo Sclopis Di Salerano, comte de Salerano, (né le 10 janvier 1798 à Turin, mort le 8 mars 1878 dans la même ville) est un avocat, et un homme politique italien du XIXe siècle, qui fut un patriote de l'Unité italienne du royaume de Sardaigne. 

## Biographie
Federico Sclopis a occupé le poste de président du Sénat du royaume d'Italie du 25 mai 1863 au 24 octobre 1864, après avoir été vice-président de la même assemblée en 1861. Il a été président de l'Académie des sciences du 1er mai 1864 jusqu'à sa mort. 

## Décorations
- - Ordre suprême de la Très Sainte Annonciade (Savoie)
- - Ordre des Saints-Maurice-et-Lazare
- - Ordre civil de Savoie
- - Ordre de la Couronne d'Italie
- - Légion d'honneur
- - Ordre de San Giuseppe
- Chevalier de la grand'croix de l'ordre de Notre-Dame de l'Immaculée Conception de Vila Viçosa